# Santo Niño de Dumarán
Santo Niño es un barrio rural   del municipio filipino de cuarta categoría de Araceli perteneciente a la provincia  de Paragua en Mimaro,  Región IV-B.
En 2007 Santo Niño contaba con 556 residentes.

## Geografía
El municipio insular de Araceli se encuentra situado en isla de Dumarán,  ocupando la parte nordeste de la isla, separado por el canal de Dumarán de la isla de  La Paragua, considerada continental.
Linda al norte con la bahía de Bentouán;  al sur y oeste con el municipio de Dumarán; y al este con Mar de Joló frente a las islas de Dalanganem.
Este barrio costero se sitúa en el centro del municipio.
Su término linda al norte con el mar de Joló, entre las bahías de Baysing y de Dalayaoan;
al sur con bahía de Capanglan; 
al  este con los barrios de   Dalayauán (Dalayawon) en la costa y de  Lumacad en el interior;
y al oeste con los  barrios de Taloto y de Balogo .

### Demografía
El barrio  del Santo Niño contaba  en mayo de 2010 con una población de 457 habitantes.

## Historia
La misión de Dumarán formaba parte de la provincia española de  Calamianes, una de las 35 del archipiélago Filipino, en la parte llamada de Visayas. Pertenecía a la audiencia territorial  y Capitanía General de Filipinas, y en lo espiritual a la diócesis de Cebú.